# Trachycephalus venezolanus
Trachycephalus venezolanus – gatunek płaza bezogonowego z rodziny rzekotkowatych (Hylidae).

## Występowanie
T. venezolanus występuje w północnej Brazylii (stany Amazonas i Roraima), w południowej Wenezueli (stan Amazonas) oraz we wschodniej Kolumbii (departament Guainía). Jego zasięg występowania obejmuje niziny w dorzeczu górnego biegu Orinoko oraz w północnej części dorzecza Amazonki, w przedziale wysokości 35–100 m n.p.m.
Płaz ten wiedzie nadrzewny, nocny tryb życia. Jego siedlisko stanowią lasy pierwotne i wtórne, zwłaszcza na terenach zalewowych, krzewiaste sawanny, jednak nie spotyka się go w środowiskach silnie zdegradowanych działalnością ludzką.

## Rozmnażanie
Przebiega w środowisku wodnym na terenach zalanych. Płaz rozmnaża się eksplozywnie.

## Status
W Czerwonej księdze gatunków zagrożonych IUCN Trachycephalus venezolanus od 2004 roku klasyfikowany jest jako gatunek najmniejszej troski (LC, ang. Least Concern).
Opisywane stworzenie występuje pospolicie, choć jest trudne do wykrycia ze względu na swój skryty tryb życia. Jego liczebność nie ulega zauważalnym zmianom. Wydaje się, że nie ma obecnie poważnych zagrożeń dla gatunku, choć pewne problemy lokalnym populacjom stwarzać może wydobycie złota.
Płaz pojawia się na terenie obszarów prawnie chronionych, np. w Parku Narodowym Jaú w Brazylii.